# Lamblore
Lamblore – miejscowość i gmina we Francji, w Regionie Centralnym, w departamencie Eure-et-Loir.
Według danych na rok 1990 gminę zamieszkiwało 358 osób, a gęstość zaludnienia wynosiła 33 osoby/km² (wśród 1842 gmin Regionu Centralnego Lamblore plasuje się na 791. miejscu pod względem liczby ludności, natomiast pod względem powierzchni na miejscu 1108.).